# Mattias Gardell

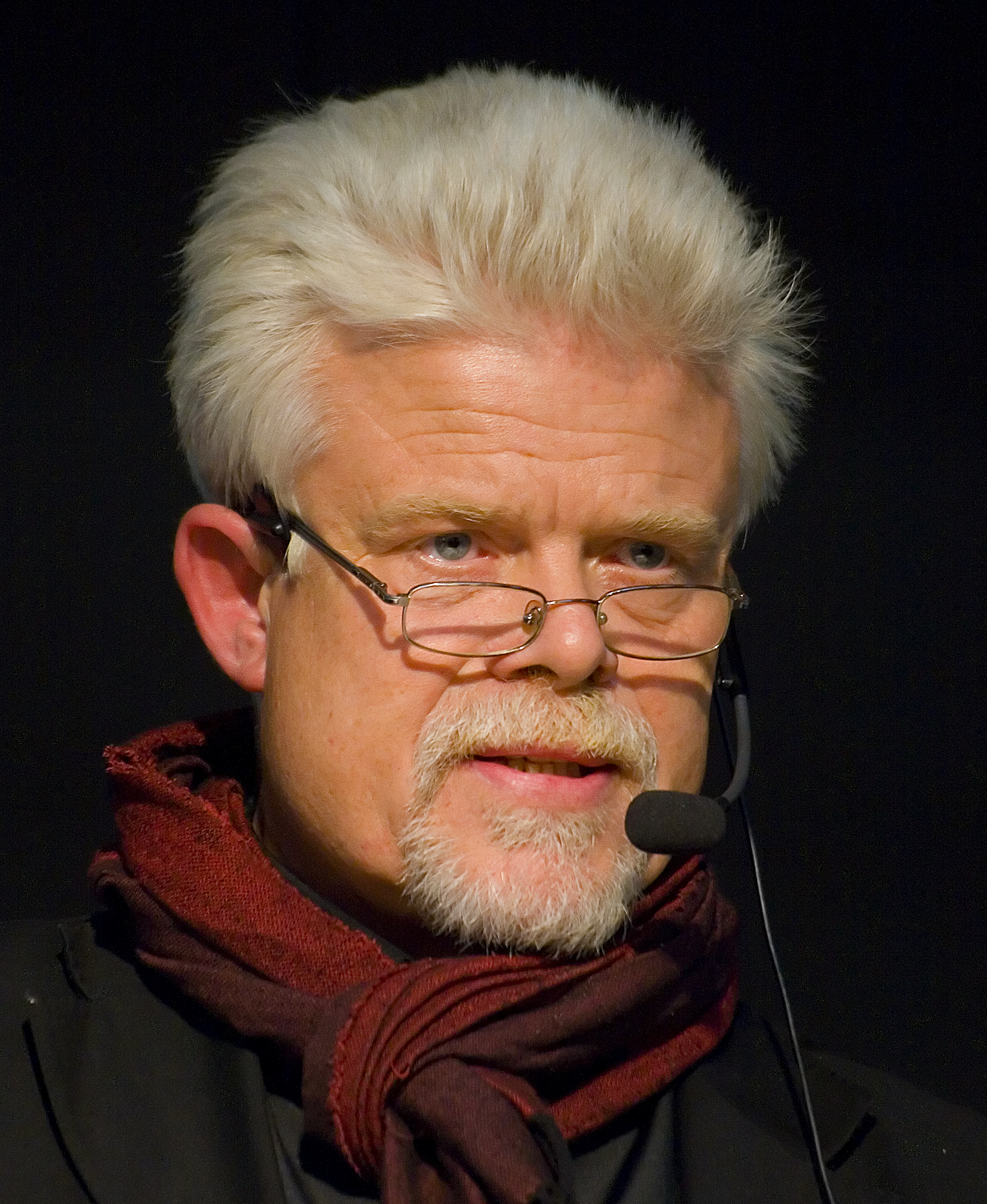
Mattias Gardell (2008)

Hans Bertil Mattias Gardell (* 10. August 1959 in Solna) ist ein schwedischer Religionshistoriker. Seit 2006 bekleidet er den Nathan-Söderblom-Lehrstuhl für vergleichende Religionswissenschaften an der Universität Uppsala.

## Leben
Er ist eines von vier Kindern des Sozialpsychologen Bertil Gardell. Unter Mattias Geschwistern sind der Autor und Schauspieler Jonas Gardell (geb. 1963) und die Journalistin und Dokumentarfilmerin Stina Gardell (geb. 1966).
Ab 1984 studierte Gardell Anthropologie und vergleichende Religionswissenschaften an der Universität Stockholm. 1995 wurde er dort in Religionsgeschichte promoviert mit einer Arbeit Countdown to Armageddon, die den schwarzen nationalistischen Islam in den USA behandelt mit einem Schwerpunkt auf der von Louis Farrakhan geführten Organisation Nation of Islam. 1999 wurde Gardell außerordentlicher Professor. Er arbeitete an der Abteilung für vergleichende Religionswissenschaften und am Forschungszentrum für internationale Migration und ethnische Beziehungen an der Universität Stockholm. Seine Forschung berührt das Spannungsfeld von Religion und Politik in Bereichen wie dem politischen Islam, weißer religiöser Rassismus, Neuheidentum und Satanismus, Religion und Globalisierung, Selbstmordattentate, politische Religion und Kultur der Gewalt.
Er ist mit der Historikerin Edda Manga verheiratet. Beide haben insgesamt neun Kinder, von denen sechs Gardell als leiblichen Vater haben und aus einer früheren Ehe stammen.

## Politische Position
Gardell ist Anarchist, bevorzugt aber inzwischen den Begriff „libertärer Sozialist“.
In den 1980er Jahren war Gardell in der antifaschistischen Aktion (AKA) aktiv.

## Islamismusdebatte
Der Antisemitismusforscher Henrik Bachner meint, dass Gardell in seiner Promotionsschrift versuche, Louis Farrakhans Antisemitismus zu leugnen und wegzuerklären. Fredrik Malm, Abgeordneter der Folkpartiet liberalerna hält Gardell vor, sich totalitäre Islamisten als Bundesgenossen zu wählen.
Als im Jahr 2003 der Journalist Magnus Karaveli u. a. von schwedischen Muslimen verlangte, schwedische Werte anzuerkennen, und die Historiker Sverker Oredsson und Mikael Tossavainen einen Bericht über islamischen Antisemitismus veröffentlichten, warf Gardell ihnen Islamophobie vor. Oredsson und Tossavainen erwiderten darauf, Gardell idealisiere den Islam und die arabische Welt und verleugne den Antisemitismus unter den Muslimen. Gardell hat dazu auch geäußert:
„Der politische Islam ist ein brennend heißes Thema für die Forschung. In meiner Auseinandersetzung mit dem politischen Islam konzentriere ich mich nicht nur auf die bewaffneten Radikalen, sondern auch auf die Hauptströmung des politischen Islams, dessen Aktivisten glauben, dass der Islam voll vereinbar mit Demokratie und Menschenrechten sei. Dass es islamische Demokraten gibt scheint diejenigen zu beleidigen, die sich vorstellen, dass Islam und Demokratie sich gegenseitig ausschließen müssen - eine Idee basierend auf dem Prinzip, dass politisch aktive Muslime Leute sind, über die, nicht mit denen gesprochen wird.“
Der Terrorismusforscher Magnus Ranstorp kritisiert Gardell dafür, in seinem Buch Bin Ladin i våra hjärtan („Bin Laden in unseren Herzen“) den islamistischen Rechtsgelehrten Yusuf al-Qaradawi, der eine Reihe im Westen auf Ablehnung stoßender Fatwas herausgegeben hat, als Vertreter des Wasatteya („islamische Hauptströmung“) darzustellen. In seinem Buch beschreibt Gardell „Wasatteya“ als „Folkhemsislamism“ („Folkhemmet-Islamismus“), der „eine Art Sozialdemokratie, aber auch mit moralkonservativen Elementen“ vertrete.
Gardell griff die Universität Uppsala dafür an, dass der Künstler Lars Vilks einen Vortrag zum Thema Islamismus und Ausdrucksfreiheit hielt. Gardell sagte: „Es ist beunruhigend, dass die Universität Uppsala, die ein Ort für kritisches Denken und Verstand sein sollte, Vilks eine Plattform gibt. Aber sie gab auch den Antisemiten von Uppsala Raum in den 1930er Jahren.“

## Ship to Gaza
Gardell ist Initiator und Sprecher der schwedisch-griechischen Initiative Ship to Gaza. Er und Manga, der Jazzmusiker Dror Feiler und der Schriftsteller Henning Mankell waren unter den zwölf schwedischen Aktivisten, die sich an der Schiffsflotte beteiligten, die am Morgen des 31. Mai 2010 versuchte, die israelische Handelsblockade des Gazastreifen zu überwinden und daraufhin vom israelischen Militär besetzt wurde. Gardell und Manga befanden sich an Bord des zur Flotte gehörenden Schiffes Mavi Marmara, auf der neun türkische Aktivisten getötet wurden. Gardell gehörte zu sieben der Schweden, die zusammen mit über 400 anderen Aktivisten am Abend der 3. Juni 2010 aus Israel zunächst nach Istanbul ausgeflogen wurden, wo sie vom schwedischen Außenminister Carl Bildt empfangen wurden. Am gleichen Tag erhob Gardell Vorwürfe gegen die Israelische Armee, Piraterie verübt und mindestens vier der Aktivisten hingerichtet zu haben. Gardell schrieb über den Vorfall einen Artikel „Jenseits von Opfern und Terroristen“.

## Zeuge im Breivik-Prozess
Im Juni 2012 trat Gardell im Prozess gegen Anders Behring Breivik wegen der Anschläge von Oslo und Utøya als einer der sachverständigen Zeugen auf, welche die Verteidigung benannt hatte um zu belegen, dass Breivik unzurechnungsfähig sei. Gardell erkennt in dem von Breivik veröffentlichten Manifest Elemente von Kulturkonservatismus, Islamfeindschaft, Antifeminismus, weißem Überlegenheitsdenken sowie christlichem Fundamentalismus, wie er auch in der US-amerikanischen Tea-Party-Bewegung auftrete. Gardell sieht das Manifest in einer Tradition des Faschismus, wobei Juden gegen Muslime als Feindbilder ausgetauscht worden seien, ohne dass der Antisemitismus verschwunden sei.

## Auszeichnungen
- Pris för förtjänstfull humanistisk forskning (Preis für verdienstvolle Forschung in den Geisteswissenschaften) der Kungliga Vitterhets Historie och Antikvitets Akademien
- Jan Myrdals stora pris – Leninpriset 2009, gestiftet von Jan Myrdal

## Werke
- Countdown to Armageddon. Minister Farrakhan and the Nation of Islam in the Latter Days, Stockholm University, Stockholm 1995, ISBN 91-7153-370-2 (Dissertation)
- In the Name of Elijah Muhammad. Louis Farrakhan and the Nation of Islam, 1996, Duke University Press, Durham (North Carolina) 1998, ISBN 0-8223-1852-0
- Rasrisk. Rasister, separatister och amerikanska kulturkonflikter, 1998, Federativ, Stockholm 1998, ISBN 91-86474-22-7
- Gods of the Blood. The Pagan Revival and White Separatism, Duke University Press, Durham 2003, ISBN 0-8223-3059-8
- Bin Ladin i våra hjärtan. Globaliseringen och framväxten av politisk islam, Leopard, Stockholm 2005, ISBN 91-7343-024-2
- Tortyrens återkomst, Leopard, Stockholm 2008, ISBN 978-91-7343-171-2
- Islamofobi, Leopard |location=Stockholm 2010, ISBN 978-91-7343-288-7